# Юхары-Рафадинли
Юхары-Рафадинли (азерб. Yuxarı Rəfədinli) — село в Физулинском районе Азербайджана, расположенное на склонах Карабахского хребта, в 13 км к югу от города Физули, на берегу реки Козлучай.

## Топонимика
Село изначально называлось Рафадинли. Впоследствии из территории села отделилось село Ашагы-Рафадинли (Нижнее Рафадинли), само же село стало именоваться Юхары-Рафадинли (Верхнее Рафадинли). Рафадинли — это наименование поколения, основавшего село.

## История
В годы Российской империи село Рафидинлу входило в состав Джебраильского уезда Елизаветпольской губернии.
В советские годы село вошло в состав Физулинского района Азербайджанской ССР. В результате Первой карабахской войны в августе 1993 года перешло под контроль непризнанной Нагорно-Карабахской Республики и согласно её административно-территориальному делению, входило в состав Гадрутского района.
22 октября 2020 года Президент Азербайджана Ильхам Алиев заявил об освобождении от оккупации войсками Азербайджана села Юхары-Рафадинли. В марте 2021 года Министерство обороны Азербайджана распространило видеокадры из села.

## Население
По данным «Свода статистических данных о населении Закавказского края, извлеченных из посемейных списков 1886 года» в селе Рафидинлу Каракеллунского сельского округа Джебраильского уезда Елизаветпольской губернии было 47 дымов и проживало 268 азербайджанцев (указаны как «татары»), которые были суннитами по вероисповеданию, 30 из них были беками, остальные — крестьянами.
По данным «Кавказского календаря» на 1912 год, в селе Рафандилу Карягинского уезда проживало 505 человек, в основном азербайджанцев, указанных в календаре как «татары».